# Чемпіонат Закарпатської області з футболу 2020
Чемпіонат Закарпатської області з футболу 2020 року — футбольні змагання серед аматорських команд Закарпаття, які проводилися обласною асоціацією футболу у Вищій та Першій лігах з 29 серпня по 04 грудня.

Через пандемію COVID-19 проведення чемпіонату довгий час було під питанням. З численними обмеженнями (без участі юнацьких складів, заборона відвідування матчів глядачами) змагання стартували незвично пізно — в останню суботу серпня і тривали аж до початку грудня. З метою зменшення кількості матчів і Західну і Східну зону Першої ліги було поділено на 2 підгрупи.

## Вища ліга
Команда ФК "Ф.Медвідя-Бобовище" (Нове Давидково) розпочала змагання під назвою ФК "Медвідя" (Бобовище), яка після 3-го туру трансформувалася у вищевказану.

Підсумкова турнірна таблиця
| М | Команда                             | І  | В | Н | П  | РМ    | О  |
| - | ----------------------------------- | -- | - | - | -- | ----- | -- |
| 1 | «Бужора» Іршава                     | 14 | 9 | 3 | 2  | 37−11 | 30 |
| 2 | ФК «Хуст»                           | 14 | 7 | 6 | 1  | 24−18 | 27 |
| 3 | «Севлюш» Виноградів                 | 14 | 6 | 5 | 3  | 29−24 | 23 |
| 4 | «Ф.Медвідя-Бобовище» Нове Давидково | 14 | 6 | 3 | 5  | 22−26 | 21 |
| 5 | ФК «Вільхівці»                      | 14 | 5 | 3 | 6  | 24−28 | 18 |
| 6 | ФК «Поляна»                         | 14 | 5 | 0 | 9  | 21−15 | 15 |
| 7 | «Карпати» Рахів                     | 14 | 4 | 2 | 8  | 13−30 | 14 |
| 8 | ФК «Середнє»                        | 14 | 2 | 2 | 10 | 14−32 | 8  |

## Перша ліга
Західна зона

Підсумкова турнірна таблиця Групи 1
| М | Команда                                    | І  | В | Н | П | РМ    | О  |
| - | ------------------------------------------ | -- | - | - | - | ----- | -- |
| 1 | ФК «Нижній Коропець»                       | 10 | 8 | 2 | 0 | 36−8  | 26 |
| 2 | ФК «Боржавське»                            | 10 | 7 | 2 | 1 | 39−17 | 23 |
| 3 | ФК «Заріччя»                               | 10 | 4 | 1 | 5 | 19−22 | 13 |
| 4 | «Невицький замок ОК ДЮСШ Україна» Невицьке | 10 | 4 | 0 | 6 | 20−26 | 12 |
| 5 | СК «Сільце»                                | 10 | 3 | 1 | 6 | 24−29 | 10 |
| 6 | ФК «Велика Копаня»                         | 10 | 1 | 0 | 9 | 8−44  | 3  |

Підсумкова турнірна таблиця Групи 2
| М | Команда                    | І | В | Н | П | РМ    | О  |
| - | -------------------------- | - | - | - | - | ----- | -- |
| 1 | «Колос» Іванівці           | 8 | 6 | 2 | 0 | 17−7  | 20 |
| 2 | «Зірка-SPAR» Лінці         | 8 | 4 | 2 | 2 | 15−10 | 14 |
| 3 | «Боржава» Довге            | 8 | 4 | 1 | 3 | 10−8  | 13 |
| 4 | «Сокіл» Кінчеш             | 8 | 3 | 0 | 5 | 11−16 | 9  |
| 5 | «Карпати» Верхній Коропець | 8 | 0 | 1 | 7 | 9−21  | 1  |

Стикові матчі

Матч за 1-2 місце

«Колос» Іванівці − ФК «Нижній Коропець» — 2:1

Матч за 3-4 місце

«Зірка-SPAR» Лінці − ФК «Боржавське» — 2:0

Східна зона

Підсумкова турнірна таблиця Групи 1
| М | Команда              | І  | В | Н | П | РМ    | О  |
| - | -------------------- | -- | - | - | - | ----- | -- |
| 1 | СК «Тячів»           | 10 | 9 | 1 | 0 | 31−8  | 28 |
| 2 | ФК «Вишково»         | 10 | 7 | 1 | 2 | 35−11 | 22 |
| 3 | ФК «Руське Поле»     | 10 | 5 | 0 | 5 | 18−24 | 15 |
| 4 | «Верховина» Міжгір`я | 10 | 3 | 3 | 4 | 13−21 | 12 |
| 5 | «Гірник» Рокосово    | 10 | 3 | 0 | 7 | 15−30 | 9  |
| 6 | «Беркут» Бедевля     | 10 | 0 | 1 | 9 | 12−30 | 1  |

Підсумкова турнірна таблиця Групи 2
| М | Команда             | І  | В | Н | П  | РМ    | О  |
| - | ------------------- | -- | - | - | -- | ----- | -- |
| 1 | ФК «Іза»            | 10 | 7 | 3 | 0  | 33−10 | 24 |
| 2 | «Говерла» Ясіня     | 10 | 5 | 4 | 1  | 25−14 | 19 |
| 3 | «Карпати» Дубове    | 10 | 5 | 2 | 3  | 23−12 | 17 |
| 4 | «Авангард» Тересва  | 10 | 4 | 0 | 6  | 17−31 | 12 |
| 5 | ФК «Великий Бичків» | 10 | 3 | 3 | 4  | 17−19 | 12 |
| 6 | ФК «Терново»        | 10 | 0 | 0 | 10 | 14−43 | 0  |

Стикові матчі

Матч за 1-2 місце

ФК «Тячів» − ФК «Іза» — 6:4

### Матч за звання абсолютного чемпіона Першої ліги:
СК «Тячів» − «Колос» Іванівці  — 1:0